# Лазовский, Виталий Васильевич
Виталий Васильевич Лазовский — советский учёный в области экономики сельского хозяйства, член-корреспондент РАСХН (1990), член-корреспондент РАН (2014).
Родился 24 декабря 1936 г. в Иркутске.
Окончил Новосибирский СХИ (1961).
Инженер (1960—1981), директор (1982—1991) Сибирского НИИ механизации и электрификации сельского хозяйства.
В 1991—1998 гг. директор ВНИИ инновационных проблем и маркетинга (1991—1998). Проректор Академии менеджмента и агробизнеса (1998—2000).
С 2001 г. главный научный сотрудник Московской сельскохозяйственной академии им. К. А. Тимирязева.
Доктор экономических наук (1988), профессор (1990), член-корреспондент РАСХН (1990), член-корреспондент РАН (2014).
Один из создателей информационно-консультационной системы АПК России.
Награжден орденами «Знак Почета» (1972), Трудового Красного Знамени (1986), медалью «Ветеран труда» (1990).
Автор и соавтор более 200 научных трудов, в том числе 13 книг и брошюр, из них 8 монографий. Получил 3 авторских свидетельства на изобретения.
Публикации:
- Информационно-консультационная служба агропромышленного комплекса России: методология, орг., практика / соавт. В. М. Баутин.— М.: Колос, 1996. — 448 с.
- Сельскохозяйственное консультирование в России в XX веке: от обществ. агрономии до информ.-консультац. службы АПК / соавт. В. М. Баутин. — М.: Колос, 1999. — 140 с.
- Крестьянское подворье — резерв товарного производства: пособие для полевого консультанта информ.-консультац. службы АПК / соавт. В. М. Баутин. — М.: Росинформагротех, 2000 — 97 с.
- Инновационно-инвестиционная деятельность в рамках ИКС / соавт. В. М. Баутин. — М.: Росинформагротех, 2001. — 83 с.
- Энергетика для села: беседы с полевым консультантом ИКС / соавт. В. М. Баутин. — М.: Росинформагротех, 2002. — 183 с.